# Carlos García-Vaso
Carlos García-Vaso o Carlos Vaso (Cartagena, 16 de enero de 1953) es un compositor, instrumentista, arreglista y productor musical español.
Ha formado parte de diversos proyectos musicales, empezando por grupos locales de Cartagena como Dracma, con el que ganó el IV Certamen de la Canción de San Pedro del Pinatar. Tras su traslado a Madrid formó parte de dos grupos profesionales de la movida madrileña: Granada (el grupo de Carlos Cárcamo) y la banda Greta.
Su carrera musical continuó como músico de estudio a las órdenes de Luis Cobos, etapa en la que colaboró en trabajos de importancia, como el álbum póstumo de Nino Bravo La voz de Nino Bravo, el álbum de Tino Casal Neocasal y el álbum homónimo de Mecano, en el que interpretó las guitarras de la mayoría de los temas.
Sin embargo alcanzó su mayor relevancia como fundador e integrante del grupo Azul y Negro, precursor de la música electrónica española y pionero en la implantación de numerosas novedades tecnológicas y musicales, con gran popularidad, números uno en las listas de éxitos, dos discos de oro, tres sintonías de la Vuelta Ciclista a España, e innumerables sintonías de radio y televisión. A partir de 1993, Joaquín Montoya, el otro integrante del dúo, lo abandonó, por lo que Carlos García-Vaso compuso y editó tres discos con su propio nombre antes de retomar el proyecto Azul y Negro en solitario, dando comienzo así a una segunda etapa en la que lleva editados nueve álbumes.
En el año 2020 Carlos García-Vaso cae enfermo debido al COVID-19 saliendo finalmente recuperado después de unos días difíciles hospitalización. Este período provoca un acercamiento entre Carlos García-Vaso y Joaquín Montoya, el otro miembro de Azul y Negro. Debido a este acercamiento, la formación oficial vuelve a ser la original, quedando Carlos López como músico de apoyo. Han grabado su primer álbum con la formación original desde 1993, lanzándose finalmente en la primavera de 2021 bajo el nombre de Perseverance y además plantean realizar conciertos benéficos en agradecimiento al personal sanitario y su trabajo durante la crisis del Covid.

## Discografía en solitario
- 1998: Innovate.
- 1999: Simbiosis.
- 2000: Musical Mystery Box.

## Otras participaciones artísticas
- 1980: en el disco póstumo de Nino Bravo La voz de Nino Bravo.
- 1981: grabación del primer álbum homónimo de Mecano, el de la famosa portada del reloj. Junto con Manolo Aguilar (bajo eléctrico), Javier de Juan (batería y caja de ritmos) y Luis Cobos (teclados, caja de ritmos y saxofón), grabó algunas de las canciones; sin embargo, el nombre de Carlos no apareció en la capa de letras que vino con el disco (sin contar con las varias ediciones de cassette y CD pre-1998 en la cual los músicos de estudio, sin decir de los hermanos Cano y Ana Torroja, no fueron dado crédito), y nunca salió en la primera gira de Mecano en el '82 junto con Aguilar y de Juan. De acuerdo con el mismísimo Carlos García-Vaso, tanto José María Cano como Nacho Cano aún no tenían los conocimientos ni la técnica necesaria para poder tocar ellos mismos en grabación; las guitarras de «Hoy no me puedo levantar», «Maquillaje», «Me colé en una fiesta», «Perdido en mi habitación», «No me enseñen la lección», «Boda en Londres», etc. fueron tocadas por Carlos García-Vaso. Aún no se sabe por qué el nombre de Carlos García-Vaso nunca apareció en los créditos del disco; quizás Carlos no quiso crédito en aquel entonces y mantuvo silencio mientras Mecano seguían en actividad, o quizás los aportes de Carlos fueron borrados en algún punto de la grabación (con o sin su conocimiento) a favor de los de José Maria Cano (recordando que "Hoy no me puedo levantar" y "Perdido en mi habitación" fueron grabadas como sencillos antes de que el disco debut saliera).
- 1981: en el disco de Tino Casal Neocasal, en el que Carlos tocó todas las guitarras, a destacar las de «Champú de huevo», «Billy Boy» y «Embrujada».
- Fue el creador de jingles (fondos musicales) para prestigiosas marcas comerciales como la ginebra Gordon's, los televisores Phillips K-30, el whisky White Label, Pall Mall, etc.[1]

## Como productor artístico
Carlos no se conformó únicamente con el proyecto de Azul y Negro, sino que además se embarcó en otros. Cinemaspop fue uno de ellos: se trataba de grabar versiones tecno-pop de los clásicos del cine; se hizo entre los meses de noviembre de 1982 y marzo de 1983, publicado por WEA y producido por Julián Ruiz, incluía versiones de Casablanca, James Bond, El tercer hombre, Éxodo, El bueno, el feo y el malo, Los cañones de Navarone, Los siete magníficos y Zorba, el griego, que fue el primer sencillo que se extrajo del disco. Cinemaspop se grabó en los estudios Audiofilm, con técnica de la grabación digital.
Tras haber colaborado en algunas otras producciones de Julián Ruiz, como ayudante de producción y arreglista, tales como la banda Rubí, Kevin Ayers, el grupo Guinea, etc., se estrenó como productor con un trío valenciano llamado Platino, con el número 1 llamado «Se puede decir» que dio título al mini LP publicado en 1983. El álbum se tituló Esas chicas, fue grabado para EMI en los estudios Audiofilm y Track de Madrid por Luis Miguel González y Juan Ignacio Cuadrado respectivamente y publicado en 1984. Antes, en 1982, Carlos había producido dos maxis para Polygram del tristemente desaparecido Nacho Dogan: una conocida versión en castellano de la canción de Trio «Da Da Da», y «Aloa-Hee».
En 1987 participó en la grabación del álbum de Juan Bau Lluvia de estrellas para el sello Leiber Music, donde arregló los temas «Fuego en mí» y «Muévete», además de la interpretación de las guitarras.